# Cataglyphis
Cataglyphis, conocidas como hormigas del desierto, es un género de hormigas en la subfamilia  Formicinae. Su especie más famosas es Sahara Desert ant (Cataglyphis bicolor) que corre sobre la arena caliente en busca de insectos que murieron de agotamiento por calor, y puede mantener una temperatura corporal de hasta 50 °C.

## Descripción
Las especies de este género son generalmente morfológicamente y fisiológicamente adaptados para hábitats secos y calurosos.

## Orientación
Este género se caracteriza muchas veces por su forma de orientarse; la mayoría de los géneros utilizan feromonas, en cambio este se orienta por la distancia recorrida y la dirección de la luz del sol. Para medir la distancia utilizan una especie de pódometro interno que lleva la cuenta de los pasos realizados.

## Distribución
Al menos cinco especies diferentes de Cataglyphis se encuentran en el desierto del Sahara, que puede considerarse el centro de distribución de este género. Algunas especies alcanzan en el sur de Rusia, el sur de España, la parte europea de Turquía, el mar de Aral - mar Caspio  cerca de Tijanchan, Yugoslavia y Hungría.

## Especies
Se reconocen las siguientes:
- Cataglyphis abyssinica (Forel, 1904)
- Cataglyphis acutinodis Collingwood & Agosti, 1996
- Cataglyphis adenensis (Forel, 1904)
- Cataglyphis aenescens (Nylander, 1849)
- Cataglyphis agostii Sharaf, 2007
- Cataglyphis albicans (Roger, 1859)
- Cataglyphis alibabae Pisarski, 1965
- Cataglyphis altisquamis (André, 1881)
- Cataglyphis arenaria Finzi, 1940
- Cataglyphis argentata (Radoszkowsky, 1876)
- Cataglyphis asiriensis Collingwood, 1985
- Cataglyphis aurata Menozzi, 1932
- Cataglyphis bazoftensis Khalili-Moghadam et al., 2021
- Cataglyphis bellicosa (Karavaiev, 1924)
- Cataglyphis bergiana Arnol'di, 1964
- Cataglyphis bicolor (Fabricius, 1793)
- Cataglyphis bicoloripes Walker, 1871
- Cataglyphis bombycina (Roger, 1859)
- Cataglyphis bucharica Emery, 1925
- Cataglyphis cana Santschi, 1925
- Cataglyphis cinnamomea (Karavaiev, 1910)
- Cataglyphis cugiai Menozzi, 1939
- Cataglyphis cuneinodis Arnol'di, 1964
- Cataglyphis cursor (Fonscolombe, 1846)
- Cataglyphis dejdaranensis Khalili-Moghadam et al., 2021
- Cataglyphis diehlii (Forel, 1902)
- Cataglyphis douwesi De Haro & Collingwood, 2000
- Cataglyphis elegantissima Arnol'di, 1968
- Cataglyphis emeryi (Karavaiev, 1911)
- Cataglyphis emmae (Forel, 1909)
- Cataglyphis espadaleri Cagniant, 2009
- Cataglyphis fici Salata et al., 2021
- Cataglyphis fisheri Sharaf & Aldawood, 2015
- Cataglyphis flavitibia Chang & He, 2002
- Cataglyphis flavobrunnea Collingwood & Agosti, 1996
- Cataglyphis floricola Tinaut, 1993
- Cataglyphis foreli (Ruzsky, 1903)
- Cataglyphis fortis (Forel, 1902)
- Cataglyphis fossilis Cagniant, 2009
- Cataglyphis frigida (André, 1881)
- Cataglyphis fritillariae Khalili-Moghadam et al., 2021
- Cataglyphis gadeai De Haro & Collingwood, 2003
- Cataglyphis gaetula Santschi, 1929
- Cataglyphis glabilabia Chang & He, 2002
- Cataglyphis gracilens Santschi, 1929
- Cataglyphis hannae Agosti, 1994
- Cataglyphis harteni Collingwood & Agosti, 1996
- Cataglyphis helanensis Chang & He, 2002
- Cataglyphis hispanica (Emery, 1906)
- Cataglyphis holgerseni Collingwood & Agosti, 1996
- Cataglyphis humeya Tinaut, 1991
- Cataglyphis iberica (Emery, 1906)
- Cataglyphis indica Pisarski, 1962
- Cataglyphis isis (Forel, 1913)
- Cataglyphis italica (Emery, 1906)
- Cataglyphis karakalensis Arnol'di, 1964
- Cataglyphis kurdistanica Pisarski, 1965
- Cataglyphis laevior Santschi, 1929
- Cataglyphis livida (André, 1881)
- Cataglyphis longipedem (Eichwald, 1841)
- Cataglyphis lunatica Baroni Urbani, 1969
- Cataglyphis machmal Radchenko & Arakelian, 1991
- Cataglyphis marroui Cagniant, 2009
- Cataglyphis mauritanica (Emery, 1906)
- Cataglyphis minima Collingwood, 1985
- Cataglyphis nigra (André, 1881)
- Cataglyphis nigripes Arnol'di, 1964
- Cataglyphis nodus (Brullé, 1833)
- Cataglyphis oasium Menozzi, 1932
- Cataglyphis opacior Collingwood & Agosti, 1996
- Cataglyphis otini Santschi, 1929
- Cataglyphis oxiana Arnol'di, 1964
- Cataglyphis pallida Mayr, 1877
- Cataglyphis piligera Arnol'di, 1964
- Cataglyphis piliscapa (Forel, 1901)
- Cataglyphis pilisquamis Santschi, 1929
- Cataglyphis pubescens Radchenko & Paknia, 2010
- Cataglyphis rosenhaueri Santschi, 1925
- Cataglyphis rubra (Forel, 1903)
- Cataglyphis sabulosa Kugler, 1981
- Cataglyphis saharae Santschi, 1929
- Cataglyphis savignyi (Dufour, 1862)
- Cataglyphis semitonsa Santschi, 1929
- Cataglyphis setipes (Forel, 1894)
- Cataglyphis shuaibensis Collingwood & Agosti, 1996
- Cataglyphis stigmata Radchenko & Paknia, 2010
- Cataglyphis takyrica Dlussky, Soyunov & Zabelin, 1990
- Cataglyphis tartessica Amor & Ortega, 2014
- Cataglyphis theryi Santschi, 1921
- Cataglyphis urens Collingwood, 1985
- Cataglyphis vaucheri (Emery, 1906)
- Cataglyphis velox Santschi, 1929
- Cataglyphis viatica (Fabricius, 1787)
- Cataglyphis viaticoides (André, 1881)
- Cataglyphis zakharovi Radchenko, 1997